# Numéo
 (mai 2014).
Si vous disposez d'ouvrages ou d'articles de référence ou si vous connaissez des sites web de qualité traitant du thème abordé ici, merci de compléter l'article en donnant les références utiles à sa vérifiabilité et en les liant à la section « Notes et références ».
Numéo était un fournisseur d'accès à Internet par satellite, exploitant principalement les satellites de la flotte Eutelsat. Il a été racheté par Ozone en 2011.

## Fibreo
Fibreo était une filiale de Numéo utilisant la technlogie FTTH.